# Kabaré Febril
Kabaré Febril är ett populärt nöjesarrangemang lett av Hans "Alexis" Alnemark och Nina Norén på Djingis Khan i Lund. Kabarén återkommer sedan år 1992 med jämna mellanrum. Musik och poesi är återkommande teman men även annan kulturell verksamhet förekommer. Lokala förmågor blandas med mer namnkunniga artister. 
Bland artister som uppträtt på Kabaré Febril finns Mikael Wiehe, Thomas Wiehe, Anders Granström, Emil Jensen och Lars "Ferne" Fernebring.